# Ambloplites cavifrons
Az Ambloplites cavifrons a sugarasúszójú halak (Actinopterygii) osztályának sügéralakúak (Perciformes) rendjébe, ezen belül a díszsügérfélék (Centrarchidae) családjába tartozó faj.

## Előfordulása
Az Ambloplites cavifrons előfordulási területe Észak-Amerikában van. A virginiai és észak-karolinai Chowan-, Roanoke-, Tar- és Neuse folyórendszerek egyik hala.

## Megjelenése
Eddig a legnagyobb kifogott egyede 36 centiméteres és 620 grammos volt.

## Életmódja
Mérsékelt övi, édesvízi halfaj, amely a kavicsos és homokos mederfenék közelében él.

## Képek

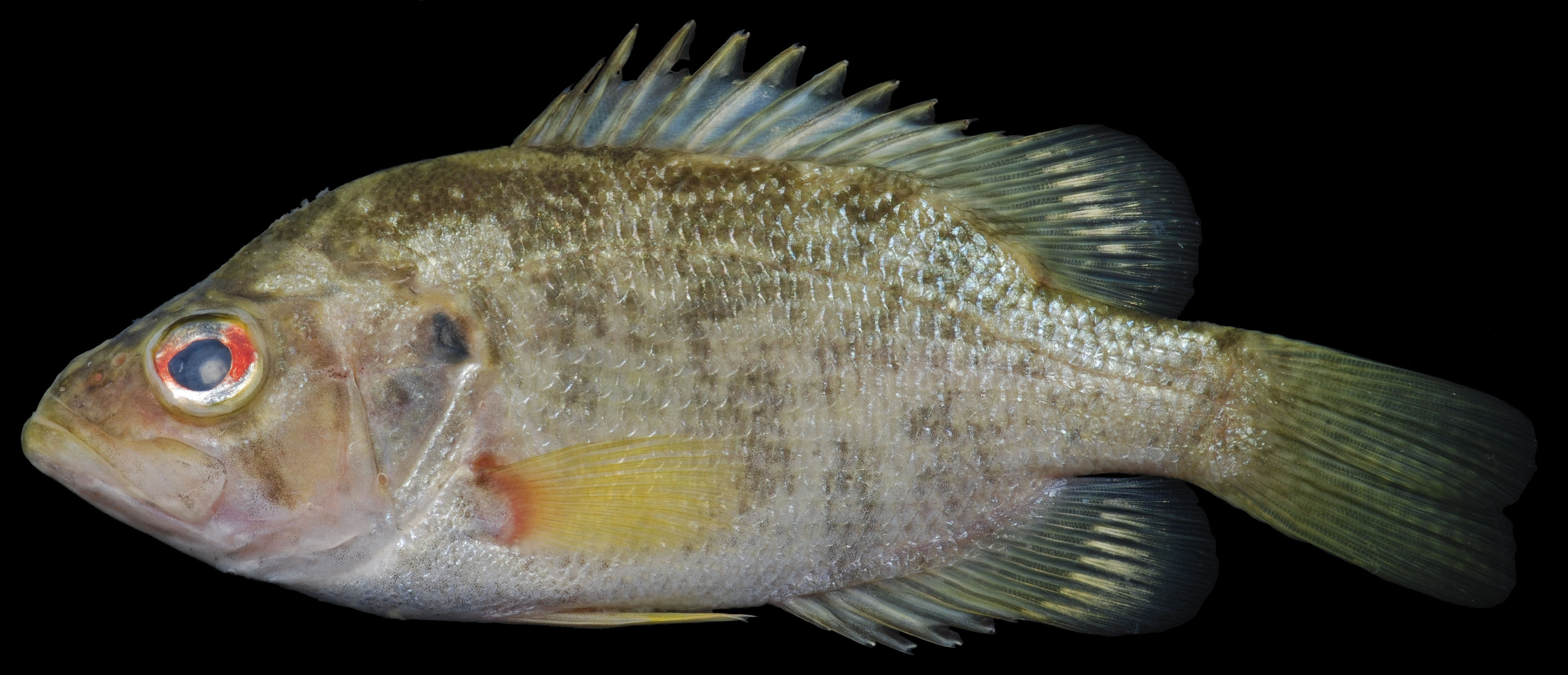
Kifogott példány